# Козаки-розбійники (фільм, 2008)
«Казаки-разбойники» — російський чотирисерійний телевізійний фільм 2008 року режисера Костянтина Статського.

## Зміст
У невеликому містечку біля Москви семеро вчорашніх школярів та їх приятелів відправляються кататися по нічних дорогах на машині дядька одного з них. Випадково вони збивають перехожого, чиє тіло раптово пропадає з місця подій. Дядя — великий бізнесмен, а за сумісництвом — кримінальний авторитет, вирішує відправити всю компанію подалі в глухі ліси, щоб уникнути розголосу і проблем для себе і племінника. Але в далекій хатині героїв чекають несподівані проблеми …

## Ролі
| Актор             | Роль                                |
| ----------------- | ----------------------------------- |
| Микита Звєрєв     | Євген Козак, бізнесмен              |
| Олександр Бухаров | Антон / Сергій                      |
| Андрій Смоляков   | «Старий»                            |
| Євген Кіндінов    | Андрій Львович Меркулов, дід Андрія |
| Олена Ніколаєва   | Сашка                               |
| Наталя Рудова     | Алена                               |
| Анна Хилькевич    | Ксенія                              |
| Володимир Яглич   | Леха                                |
| Леонід Бичевин    | Андрій, доцент                      |
| Ілля Хвостиков    | Міша                                |

## Знімальна група
- Режисер — Костянтин Статський
- Сценарист — Тетяна Сарана
- Продюсер — Олена Глікман
Ася Гергова
- Композитор — Святослав Курашов